# Eremopterix griseus
Eremopterix griseus е вид птица от семейство Чучулигови (Alaudidae).

## Разпространение
Видът е разпространен в Бангладеш, Индия, Непал, Пакистан и Шри Ланка.